# Goniopteris glochidiata
Goniopteris glochidiata là một loài dương xỉ thuộc họ Thelypteridaceae. Loài này được Carl Frederick Albert Christensen mô tả khoa học đầu tiên năm 1913.